# Chiropetalum tricoccum
Chiropetalum tricoccum är en törelväxtart som först beskrevs av Vell., och fick sitt nu gällande namn av Robert Hippolyte Chodat och Emil Hassler. Chiropetalum tricoccum ingår i släktet Chiropetalum och familjen törelväxter. Inga underarter finns listade i Catalogue of Life.